# Wolf 424
Pour les articles homonymes, voir Wolf.
Désignations
Wolf 424 est un système stellaire composé de deux naines rouges (Wolf 424 A et Wolf 424 B), situé dans la constellation de la Vierge à 14,3 années-lumière de la Terre.
Elles sont sur des orbites elliptiques variant entre 2,6 et 4,2 ua de distance, sur une période de 16,2 ans.
Bien que relativement proche, ce système stellaire est totalement invisible à l'œil nu, car ces naines rouges sont, de fait, très peu brillantes : leur luminosité est égale à 14/100 000e de celle du Soleil, soit 0,014 %. Il ne fut découvert qu'à l'ère moderne, en 1919, par Maximilian Franz Joseph Wolf.
La vitesse radiale de Wolf 424 est de −2 km/s.

## Divers
Wolf 424 est plus ou moins célèbre dans le milieu ufologique en raison de son rapport avec l'affaire Ummo. Ce système n'est pourtant pas susceptible d'abriter une civilisation extraterrestre avancée, ni même de la vie, sur une de ses hypothétiques planètes ; du fait que ces étoiles sont des naines rouges, dont le membre mineur (Wolf 424 B) est du type éruptif.